# Stishovit
Stishovit là một biến thể của thạch anh dạng bốn phương kết chặt cực kỳ cứng. Đây là loại rất hiếm gặp trên bề mặt Trái Đất. Tuy nhiên, nó có thể là một dạng phổ biến của silic dioxide trên Trái Đất, đặc biệt trong manti dưới.
Stishovit được đặt theo tên Sergey M. Stishov, một nhà vật lý áp suất cao người Nga ông là người tổng hợp khoáng vật đầu tiên năm 1961. Nó được Edward C. T. Chao phát hiện trong một hố va chạm thiên thạch năm 1962.